# 51823 Rickhusband
51823 Rickhusband este o planetă minoră (asteroid), cu un diametru de 8,731 km, din centura de asteroizi. A fost descoperită pe 18 iulie 2001 la Observatorul Palomar de Near Earth Asteroid Tracking și a fost numită după Rick Husband. 
Obiectul prezintă o orbită caracterizată de o semiaxă mare de 3,1413272780135 UAi, o excentricitate de 0,22, o înclinație de 11,542 ° în raport cu ecliptica.